# Gertrude Fröhlich-Sandner

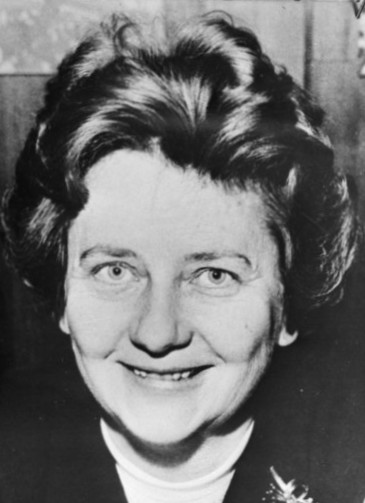
Gertrude Sandner (1970)

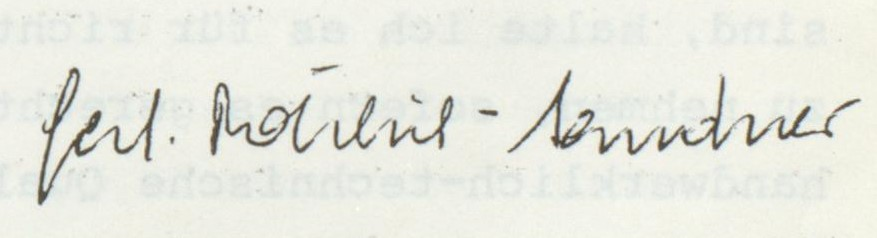

Gertrude Fröhlich-Sandner (* 25. April 1926 als Gertrude Kastner in Wien; † 13. Juni 2008 ebenda) war von Beruf Lehrerin und österreichische Politikerin (SPÖ).

## Privatleben
Gertrude Kastner besuchte während des Zweiten Weltkriegs die Lehrerbildungsanstalt und heiratete einen Soldaten, der aus dem Krieg nicht mehr zurückkehrte. Seit dieser (ersten) Heirat trug sie den Familiennamen Sandner. Gertrude Sandner unterrichtete ab 1948 als Volksschullehrerin.
Aufsehen erregte sie, als sie, bereits prominente SPÖ-Politikerin, am 10. Februar 1971 den ÖVP-Gemeinderat Josef Fröhlich, Wirt und Interessenvertreter der Wiener Tourismuswirtschaft, heiratete. Josef Fröhlich schied aus diesem Anlass aus dem Gemeinderat aus, behielt aber seine Funktionen in der Wirtschaftskammer noch jahrzehntelang bei. Eheschließungen von Politikern „unterschiedlicher Parteifarbe“ waren damals noch absolut unüblich. In ihren letzten Jahren lebte Fröhlich-Sandner von Josef Fröhlich getrennt.

## Politik
Neben ihrer Tätigkeit als Lehrerin engagierte Sandner sich bei den Kinderfreunden und bei der SPÖ.
1959 wurde sie für den 6. Bezirk in den Gemeinderat gewählt. Ab 1965 war sie unter Bürgermeister Bruno Marek amtsführende Stadträtin für Kultur, Schulverwaltung und Sport, 1969–1984 außerdem Vizebürgermeisterin und Landeshauptmann-Stellvertreterin (siehe die sieben Landesregierungen und Stadtsenate von Marek I bis Gratz IV). Gleichzeitig war sie Präsidentin der Wiener Festwochen, der Wiener Symphoniker, des Wiener Fremdenverkehrsverbandes (heute Wiener Tourismusverband) und anderer Einrichtungen. Sie blieb auch unter den Bürgermeistern Felix Slavik (in dessen Amtszeit sie politisch unkonventionell heiratete, siehe Privates) und Leopold Gratz im Stadtsenat.
Als Kulturstadträtin vertrat sie den Dialog mit der Wiener 68er-Bewegung. Durch Verhandlungen mit Hausbesetzern (Arena, Amerlinghaus, Gassergasse) konnte unter anderem das heute beliebte Spittelbergviertel dank ihr ebenso erhalten werden wie das 1962 unter ihrem Vorgänger Hans Mandl von der Stadtverwaltung angekaufte Raimundtheater. Fröhlich-Sandner führte über das Landesjugendreferat in der Magistratsabteilung 13 in Wien „Streetworker“, sozialtherapeutische Wohngemeinschaften sowie in städtischen Heimen statt Schlafsälen familienähnliche Kleingruppen ein.
1979 übergab Gertrude Fröhlich-Sandner auf Wunsch von Bürgermeister Gratz die Kulturagenden an den von ihm neu in den Stadtsenat geholten Medienstar Helmut Zilk und war dann bis 1984, als Zilk zum Bürgermeister gewählt wurde,
als amtsführende Stadträtin für Bildung und außerschulische Jugendarbeit zuständig.
Am 10. September 1984 holte Bundeskanzler Fred Sinowatz sie als Bundesministerin für Familie, Jugend und Konsumentenschutz in die rot-blaue Bundesregierung Sinowatz; der Regierung gehörte sie bis zum Ende der folgenden Bundesregierung Vranitzky I am 21. Jänner 1987 an.
2011 wurde bekannt, dass es im Schloss Wilhelminenberg, das 1961 bis 1977 als Heim für Sonderschülerinnen diente, laut Opferangaben zu zahlreichen Übergriffen und Vergewaltigungen von dort untergebrachten Mädchen gekommen ist. Die Stadtverwaltung sah sich veranlasst, eine Kommission zur Aufklärung dieser juristisch längst verjährten kriminellen Vorfälle einzurichten. Dabei sollte auch geklärt werden, ob die politische Ebene damals von den Vorfällen Kenntnis erlangte und wie sie gegebenenfalls darauf reagierte.
Die Kommissionsvorsitzende, Richterin Barbara Helige, erklärte dazu im Juni 2013 in einem Interview mit der Wiener Wochenzeitung Falter:
Frage: Die Stadt wusste es also und hat zugeschaut?
Helige: Die MA 11 wusste alles, bis 1973 war Maria Jacobi als verantwortliche Stadträtin und danach war Gertrude Fröhlich-Sandner zuständig. Wir haben Briefe an Jacobi gefunden. Sie war voll informiert – allerdings nicht über die sexuellen Übergriffe.

## Ehrungen

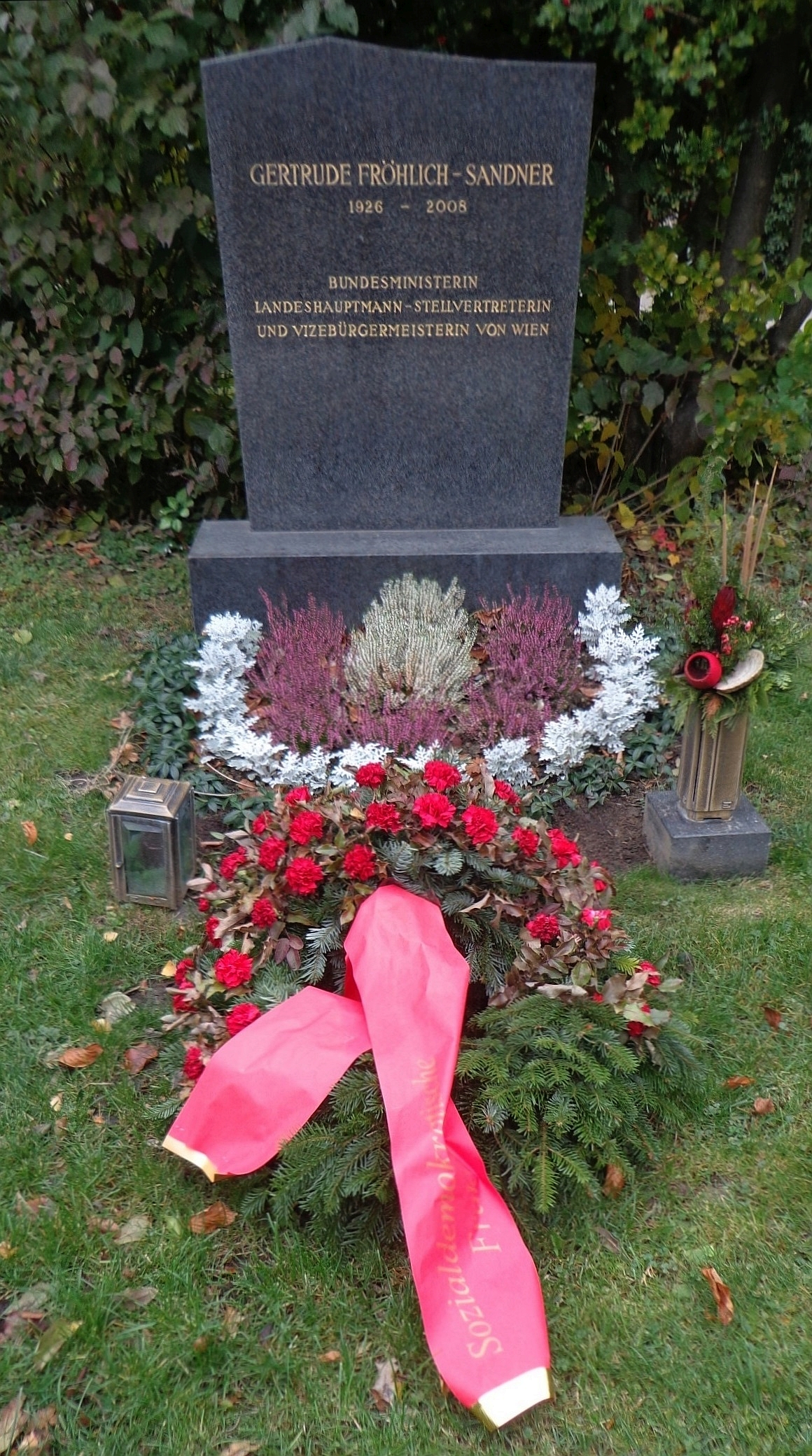
Wiener Zentralfriedhof – Ehrengrab von Gertrude Fröhlich-Sandner

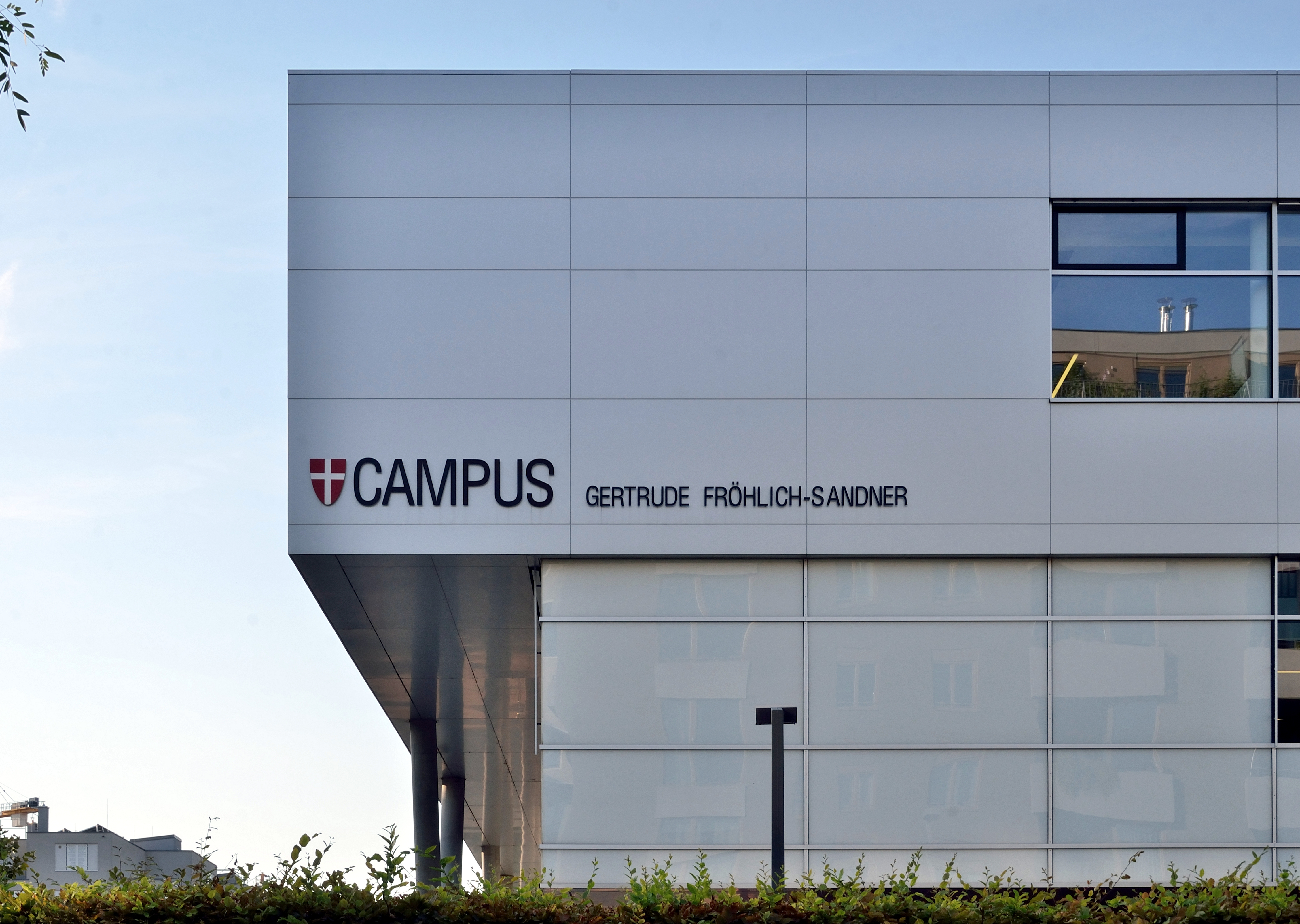
Campus Gertrude Fröhlich-Sandner im Nordbahnviertel in Wien-Leopoldstadt

- Ehrenvorsitzende der SPÖ-Bezirksorganisation Mariahilf
- Ehrenpräsidentin des Verbandes Österreichischer Volkshochschulen
- seit 1990: Ehrenvorsitzende der Kinderfreunde Österreich
- 1993: Preis der Stadt Wien für Volksbildung
- 1993: Ehrenbürgerin der Stadt Wien
- Großes Goldenes Ehrenzeichen mit dem Stern für Verdienste um die Republik Österreich
- Großes Goldenes Ehrenzeichen der Stadt Wien
- Großes Verdienstkreuz mit dem Stern der Bundesrepublik Deutschland
- 1969: Anton-Bruckner-Ring der Wiener Symphoniker
- Ehrenring des Presseclubs Concordia
- Ehrenring des Theaters in der Josefstadt
- Ehrenmedaille des Raimundtheaters
- Ehrenmedaille der Wiener Handelskammer
- 2008: Hans-Czermak-Preis für eine gewaltfreie Gesellschaft (Sonderpreis für das Lebenswerk)
- 2008: Ehrengrab der Stadt Wien: Wiener Zentralfriedhof, Gruppe 14 C, Nr. 52 (Bestattung am 20. Juni 2008). Das Gräberfeld befindet sich unmittelbar rechts vor der Präsidentengruft.[4]
- 2010: Benennung der projektierten Gertrude-Fröhlich-Sandner-Straße im Quartier Belvedere beim im Bau befindlichen Hauptbahnhof Wiens im 10. Bezirk
- 2010: Fertigstellung des Campus Gertrude Fröhlich-Sandner in der Ernst-Melchior-Gasse 9 im Nordbahnviertel auf dem ehemaligen Nordbahnhofgelände im 2. Bezirk (Kindergarten und Volksschule)[5]

## Belletristik
Peter Henisch ließ seinen 1975 erschienenen Roman Die kleine Figur meines Vaters mit einer Szene im Wiener Rathaus beginnen, bei der sein Vater Walter Henisch von der Frau Vizebürgermeister für seine Verdienste als Fotograf geehrt wurde. Da Gertrude Fröhlich-Sandner erster weiblicher Vizebürgermeister und erster weiblicher Kulturstadtrat Wiens war, bezieht sich die Szene zweifelsfrei auf sie, obwohl ihr Name im Text nicht aufscheint.